# Vassili Panov
Pour les articles homonymes, voir Panov.
Vassili Nikolaïevitch Panov (en russe : Василий Николаевич Панов ; né le 1er novembre 1906 à Kozelsk, mort le 13 janvier 1973 à Moscou) est un joueur d'échecs, maître international à partir de 1950 et théoricien des échecs  soviétique. 
Panov a remporté le championnat d'échecs de Moscou en 1929 et participé à cinq championnats d'URSS de 1935 à 1948. Il a remporté le tournoi de Kiev 1938.
Panov est réputé pour son cours sur les ouvertures en russe Kours debioutov ((ru)Курс дебютов, Moscou, 1957), dont la quatrième édition a été coécrite avec l'ex-Champion du monde par correspondance Jakov Estrine et traduite en anglais en trois volumes (Comprehensive Chess Openings (1980)). Dans son livre The Literature of Chess, John Graham a écrit qu'un des intérêts majeurs de cette dernière œuvre est qu'elle étudie les ouvertures, non en fonction des évaluations usuelles (+/=, =/+, etc.) mais en termes de milieux de jeu désirés ou non : l'égalité théorique (notée aux échecs par le symbole =) est une chose, être dans un milieu de jeu où l'on est à l'aise en est une autre. 
Vassili Panov a laissé son nom à une ouverture : l'attaque Panov dans la défense Caro-Kann.